# Trichochermes sinicus
Trichochermes sinicus är en insektsart som beskrevs av Yang och Li 1985. Trichochermes sinicus ingår i släktet Trichochermes och familjen spetsbladloppor. Inga underarter finns listade i Catalogue of Life.